# Länsväg 811 (Norrbottens län)
De Zweedse weg 811 (Länsväg 811) is een weg die in zijn geheel gelegen is binnen de Zweedse gemeente Jokkmokk.
De weg is een aftakking van de Riksväg 97. De 811 is gelegen op de noordelijke / oostelijke (linker) oever van de Grote Lulerivier en is deels aangelegd om de Meassaure waterkrachtcentrale aan te kunnen leggen. De weg loopt tussen Vuollerim en die centrale. Langs de weg liggen van noord naar zuid de volgende dorpjes:
- Messaure → Kuouka → Kalludden → Porsi → Vuollerim.